# グリュプトテーク

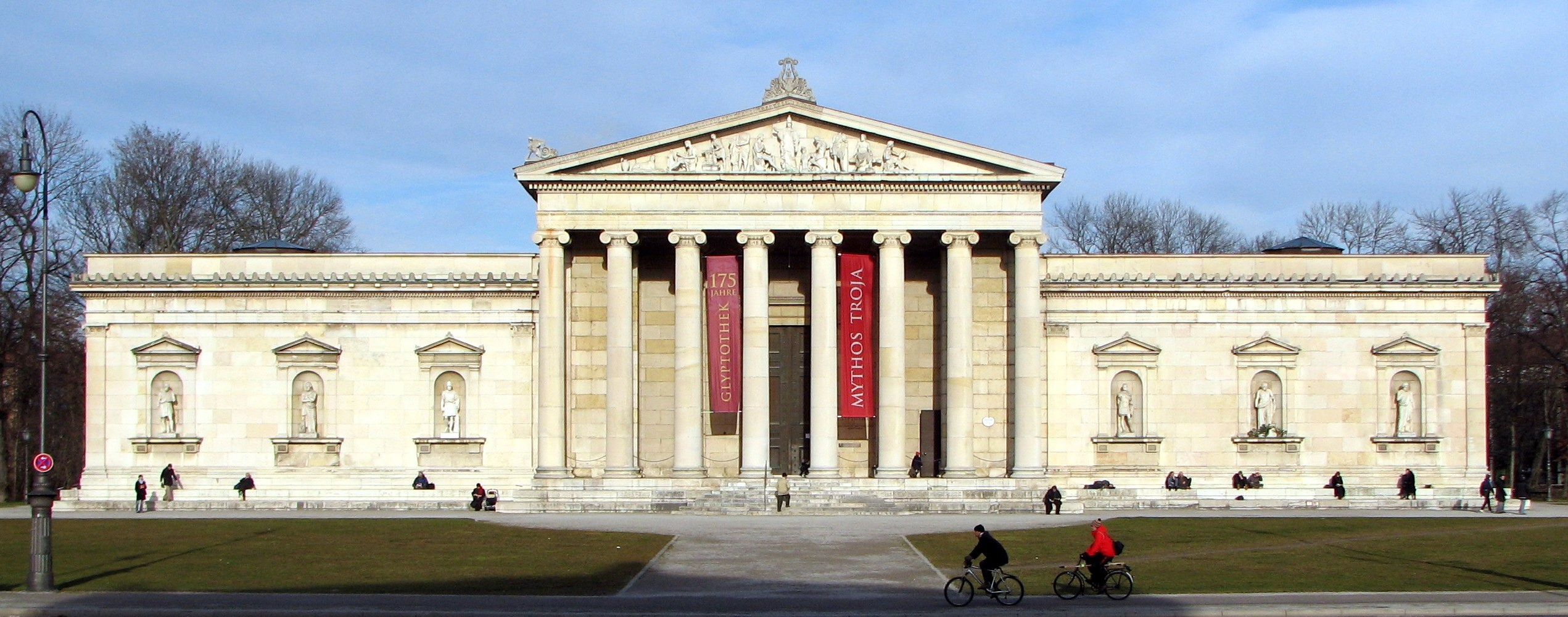
グリュプトテーク外観

グリュプトテーク (Glyptothek) は、ドイツのミュンヘンにある古典古代彫刻専門の美術館である。「グリュプトテーク」はギリシャ語で「彫刻館」の意。
同じミュンヘン市内にあるアルテ・ピナコテーク（旧絵画館）と同様、バイエルン国王・ルートヴィヒ1世（在位1825年－1848年）が設立した美術館である。アルテ・ピナコテーク（1836年開館）より若干早く、1830年に開館した。ギリシャ神殿風の建物は新古典主義の建築家レオ・フォン・クレンツェ（1784年－1864年）の設計になる。通りを挟んで向かい側にある古代美術博物館(Antikensammlungen)とともにバイエルン州立古代美術コレクションを形成している。
第二次世界大戦の空襲で甚大な被害を受け、一時閉鎖されていたが、1972年に再開館した。

## 主な収蔵品
エギナ島アファイア神殿の彫像
アテネの南西にあるエギナ島のアファイア神殿のペディメント（破風）彫刻であり、トロイア戦争を表したものである。紀元前500年頃。
テネアのアポロン
紀元前550年頃、ギリシャ・アルカイック期に作られたアポロンの彫像で、ペロポネソス半島東北部、コリントス近郊のテネアで発掘された。
バルベリーニのフォーン
眠るフォーンの彫像。17世紀イタリアの枢機卿でベルニーニの庇護者であったバルベリーニが自らの宮殿においたことから、バルベリーニのフォーン（Barberini Faun）と呼ばれる。

### ギャラリー

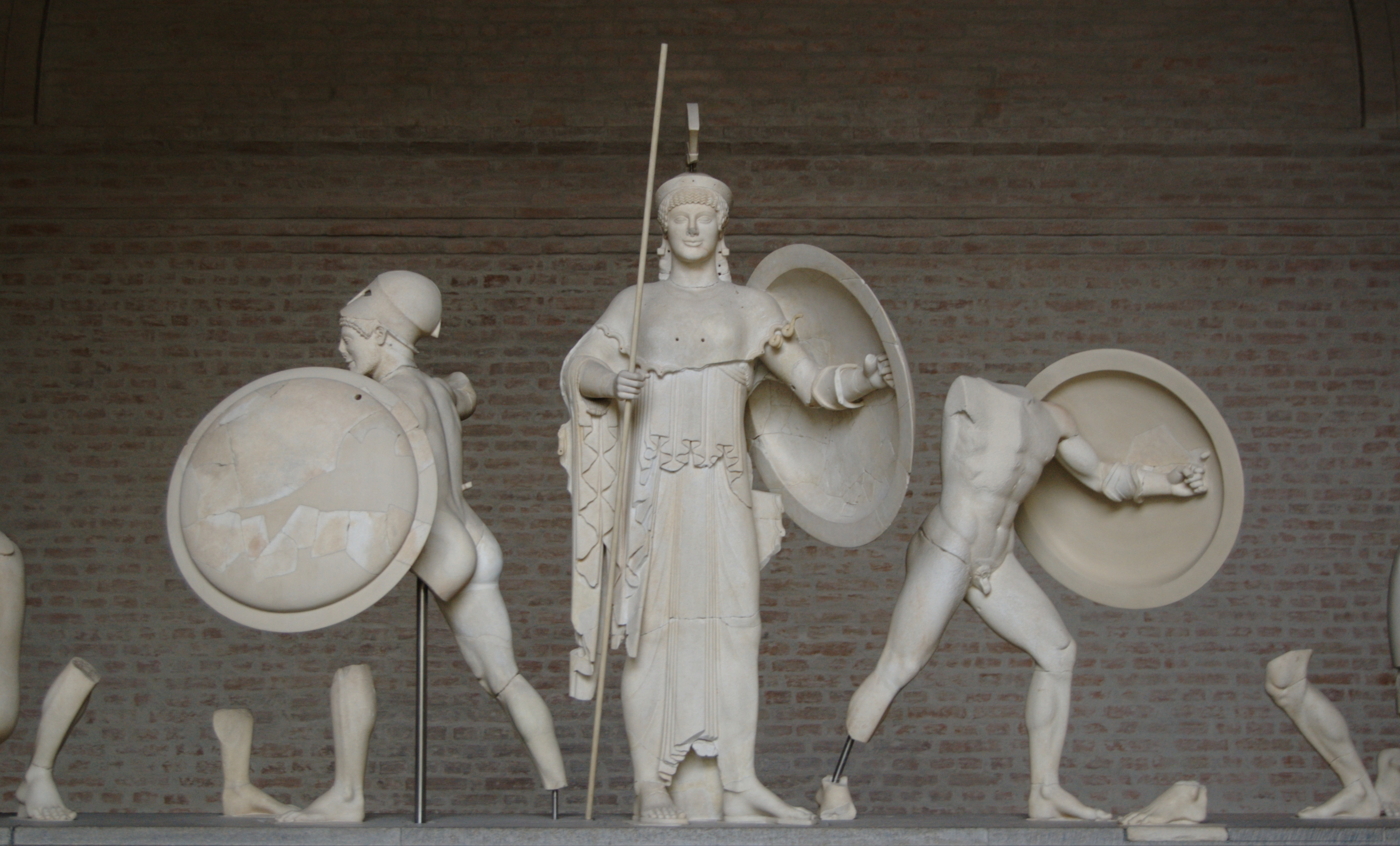
アファイア神殿の彫像
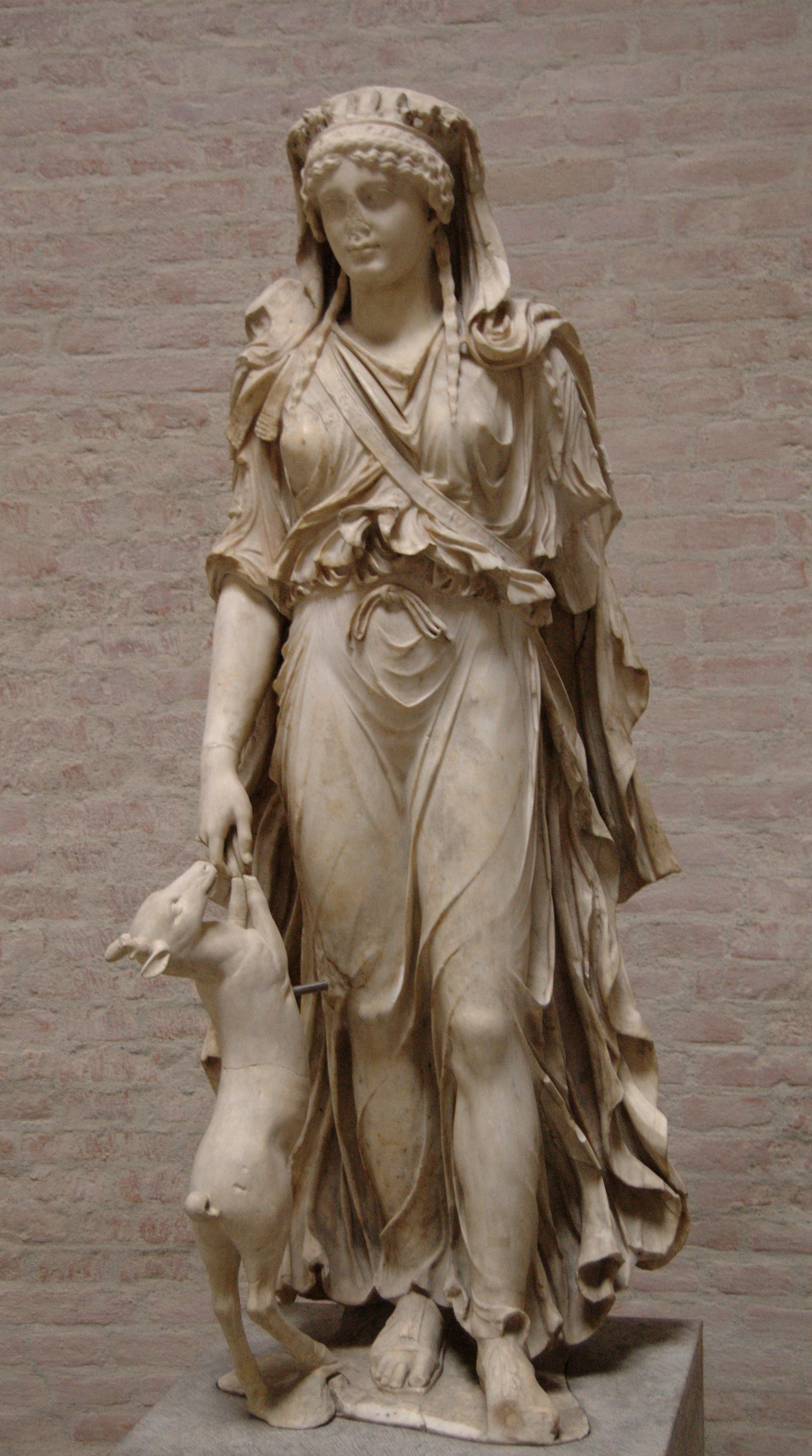
アルテミスの像(紀元前1世紀)
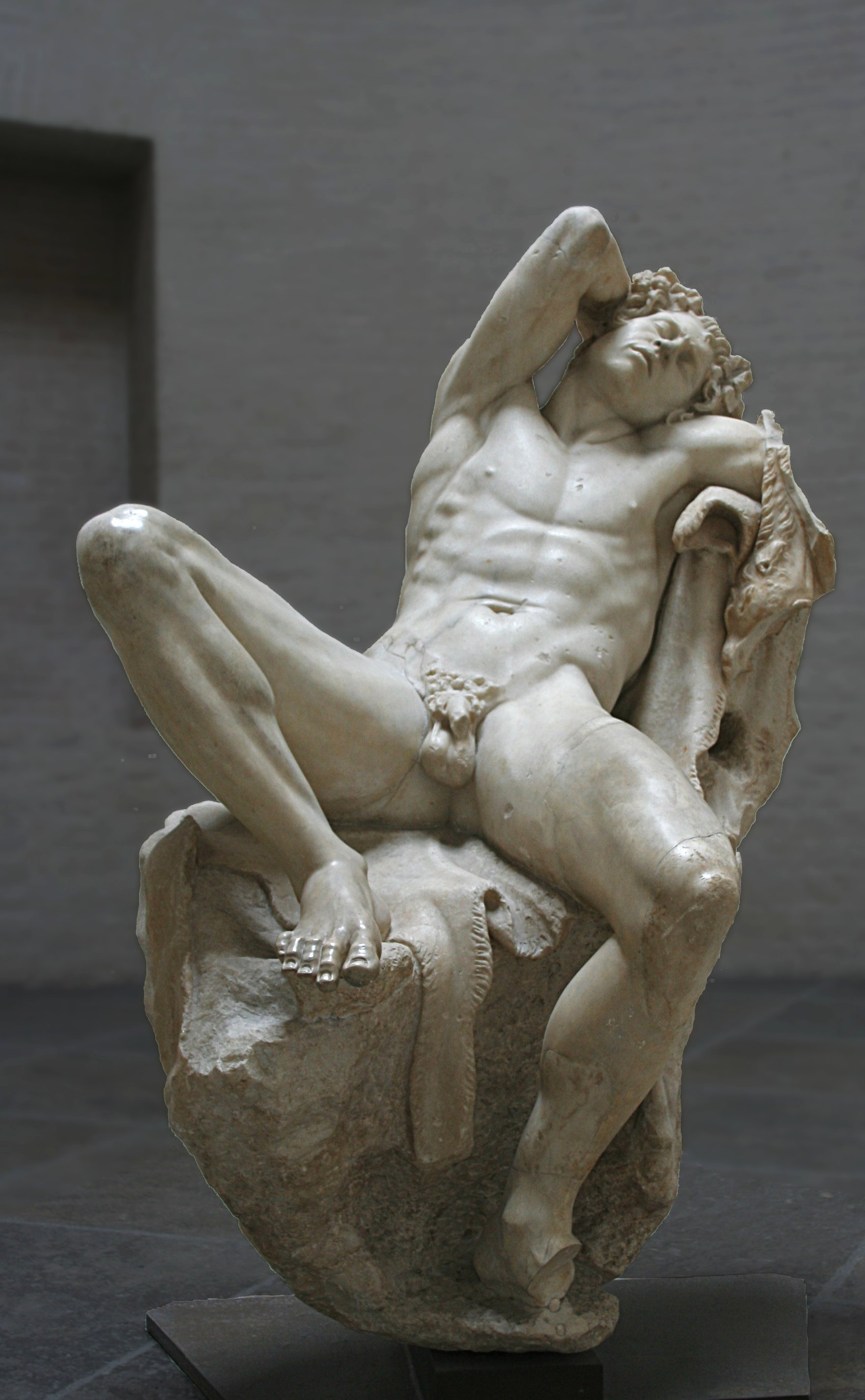
バルベリーニのフォーン